# Lorenzo Ricci (atleta)
Lorenzo Ricci (Sarzana, 13 maggio 1971) è un ex atleta paralimpico italiano.

## Biografia e carriera
Lorenzo Ricci è diventato non vedente a causa di un incidente stradale avvenuto nel 1991. Fino a quel momento aveva studiato e giocato a calcio, come tanti altri ragazzi, ma la nuova condizione lo ha allontanato dallo sport per qualche anno. Nel frattempo si è formato come fisioterapista e lavora all'ospedale di Sarzana.
Nel 1997 l'amico Pino Pagano lo ha convinto a praticare atletica leggera e ne è divenuto l'allenatore. I risultati non si sono fatti attendere.
Nel 1998 ai campionati mondiali IBSA conquista la medaglia d'oro nella staffetta 4×100 m T11/T13 e la medaglia di bronzo nei 200 m piani T11.
Nel 2000 prende parte ai Giochi paralimpici di Sydney 2000 conquistando la medaglia d'oro nei 100 m piani T11 e nella staffetta 4×100 m T11/T13 insieme ai connazionali Matteo Tassetti, Aldo Manganaro e Mauro Porpora.
Nel 2002, ai campionati mondiali paralimpici di Lilla (Francia), vince la medaglia d'argento nei 100 m piani e il bronzo nei 200 m piani.
Partecipa anche ai Giochi paralimpici di Atene nel 2004, ma in questa occasione non raggiunge il podio.
Lorenzo Ricci ha conseguito inoltre alcuni record:
- 200 m piani in 24"73 a Siviglia  il 26 agosto 1999;
- 100 m piani in 11"71 a Edmonton il 6 agosto 2001;
- 100 m piani in 11"88 a Torino il 6 giugno 2003.[4]

## Palmarès
| Anno | Manifestazione       | Sede   | Evento          | Risultato | Prestazione | Note            |
| ---- | -------------------- | ------ | --------------- | --------- | ----------- | --------------- |
| 1998 | Mondiali IBSA        | Madrid | 200 m piani T11 | Bronzo    |             |                 |
| 1998 | Mondiali IBSA        | Madrid | 4×100 m T11/T13 | Oro       | 44"81       | Record mondiale |
| 2000 | Giochi paralimpici   | Sydney | 100 m piani T11 | Oro       | 11"69       |                 |
| 2000 | Giochi paralimpici   | Sydney | 4×100 m T11/T13 | Oro       | 44"77       | Record mondiale |
| 2002 | Mondiali paralimpici | Lilla  | 100 m piani T11 | Argento   |             |                 |
| 2002 | Mondiali paralimpici | Lilla  | 200 m piani T11 | Bronzo    |             |                 |

## Onorificenze
- 1998 - Medaglia d'oro, campione mondiale di atletica leggera - staffetta 4×100 m[5]
- 1998 - Medaglia d'argento, 3º classificato nei campionati del mondo di atletica leggera - 200 m piani[5]
- 2000 - Collare atleti, campione olimpico di atletica leggera - 100 m piani e staffetta 4×100 m[5]